# 7220
7220 — сьомий студійний альбом американського репера Lil Durk, виданий лейблом Alamo Records 11 березня 2022 р. 18 березня вийшла перезавантажена версія. На її обкладинці брунатний колір замінено на червоний. 24 червня вийшла делюкс-версія.

## Передісторія
Під час оприлюднення списку пісень репер пообіцяв, що на альбомі не буде «жодних пропусків», тобто жодна з пісень не буде вважатися настільки низької якості, що її слід пропускати під час прослуховування трек за треком. 4 листопада 2021 року Дерк розкрив назву платівки через Instagram-сториз. 12 січня 2022 року він оголосив, що вирушає в турне на підтримку 7220, перший концерт якого відбувся 8 квітня у Феніксі, штат Арізона, а останній — 2 травня в його рідному місті Чикаго, штат Іллінойс.
31 січня 2022 року виконавець заявив, що «7220» означає адресу бабусі Дерка, де він виріс, та що роботу над ним завершено. «7220» також є назвою книги, опублікованою його матір'ю Лашандою Вудард. Рівно за тиждень, 7 лютого, Дерк оголосив дату виходу, яка мала збігатися з релізом альбому чиказького репера й попереднього колаборатора Каньє Веста, Donda 2. Утім обидва альбоми не вийшли в очікувану дату й були перенесені на пізніші різні терміни.

## Нагороди
Rolling Stone помістив 7220 на 61-ше місце свого річного списку «Найкращі альбоми 2022 року». Uproxx включив його до свого ненумерованого списку «50 найкращих альбомів року».

## Комерційний вислід
Дебютував на 1-ій сходинці Billboard 200 із 120 тис. альбомних рівнозначних одиниць за перший тиждень (з них — 2500 чистого продажу, 164,81 млн потокових прослуховувань). Це стало другим дебютом Дерка на першому місці чарту після спільного альбому з американським репером Lil Baby The Voice of the Heroes (2021) і його першим сольним альбомом на чолі чарту. 7220 спустився на 2-ге місце на другому тижні з 81 тис. альбомних рівнозначних одиниць, що на 33 % менше порівняно з дебютним тижнем. На третій і четвертий тижні 7220 залишався на другій позиції із 63 тис. альбомних рівнозначників за третій тиждень та 51 тис. альбомних рівнозначників за четвертий тиждень. На п'ятий тиждень 7220 повернув собі перше місце в чарті, хоча кількість проданих альбомних рівнозначників того тижня зменшилася — 47 тис. одиниць, що зробило тиждень 23 квітня 2022 року найнижчим тижнем продажу за рік у чарті Billboard 200. За п'ять тижнів продаж становить 362 500 одиниць.

## Список пісень
| Стандартне видання | Стандартне видання                         | Стандартне видання                                                                                | Стандартне видання                                                      | Стандартне видання |
| #                  | Назва                                      | Автор                                                                                             | Продюсер(и)                                                             | Тривалість         |
| ------------------ | ------------------------------------------ | ------------------------------------------------------------------------------------------------- | ----------------------------------------------------------------------- | ------------------ |
| 1.                 | «Started From»                             | Дерк Бенкс Трентон Тернер Ітен Гейс                                                               | Touch of Trent Haze                                                     | 2:01               |
| 2.                 | «Headtaps»                                 | Бенкс Тернер Девід Морс                                                                           | Touch of Trent Morse                                                    | 2:53               |
| 3.                 | «AHHH HA»                                  | Бенкс Джошуа Луеллен Браян Сіммонс Браян Роук Лесідні Реґленд Константінос Латос JiggaSosa        | Southside TM88 NFE Paris Too Dope Nuki JiggaSosa                        | 3:06               |
| 4.                 | «Shootout @ My Crib»                       | Бенкс Девонте Ричмонд Малікі Декампос Джарвіс Адамс-мл.                                           | DJ Bandz DJ FMCT JahDaGod                                               | 2:33               |
| 5.                 | «Golden Child»                             | Бенкс Тім Ґомрінґер Кевін Ґомрінґер Крістіан Ворд Крістофер Пірсон Джоррес Нельсон Айворі Скотт   | Cubeatz Hitmaka YC Real Red                                             | 1:54               |
| 6.                 | «No Interviews»                            | Бенкс Тернер Генрі Веласко                                                                        | Touch of Trent Hoops                                                    | 2:59               |
| 7.                 | «Petty Too» (з участю Future)              | Бенкс Нейведіус Вілберн Родерік Г'юї, Бродерік Г'юї, Адарш Мані                                   | DJ Young Pharaoh Irocconthebeat Zypitano                                | 2:39               |
| 8.                 | «Barbarian»                                | Бенкс Девід Макдавелл Джон Лем Роланд Ганна                                                       | Dmac Lam Pluto Brazy                                                    | 2:29               |
| 9.                 | «What Happened to Virgil» (з участю Gunna) | Бенкс Серхіо Кітченс Джексон                                                                      | Chopsquad DJ                                                            | 3:01               |
| 10.                | «Grow Up/Keep It on Speaker»               | Бенкс Морс Джуліан Девіс Вільям Берд Денієл Айві Домінік Брукс Ридж Вільямс                       | Morse Chase Davis Will-A-Fool Oz on the Track Faatkid Goin Crazy K1ngm3 | 3:16               |
| 11.                | «Smoking & Thinking»                       | Бенкс Ричмонд Декампос Камерон Габлер Ґебрієл Керр Девід Кебрел YodaYae1K                         | DJ Bandz DJ FMCT Uncle Cameron Stg2x DKeyz YodaYae1K                    | 2:27               |
| 12.                | «Blocklist»                                | Бенкс Ричмонд Декампос Адамс                                                                      | DJ Bandz DJ FMCT JahDaGod                                               | 2:06               |
| 13.                | «Difference Is» (з участю Summer Walker)   | Бенкс Саммер Вокер Тернер Томас Мур Джоселін Дональд                                              | Touch of Trent AyeTM                                                    | 3:13               |
| 14.                | «Federal Nightmares»                       | Бенкс Тернер Тадж Вон Брейлен Ремберт DJ Mxngo                                                    | Touch of Trent Tahj Money Ayo Bleu DJ Mxngo                             | 2:31               |
| 15.                | «Love Dior Banks»                          | Бенкс Ремберт Джошуа Семюел Саад Ґаллаб Джеремая Трешер                                           | Ayo Bleu Turn Me Up Josh Coco J Thrash on the Track                     | 3:11               |
| 16.                | «Pissed Me Off»                            | Бенкс Меттью Менюел                                                                               | MatthewFM                                                               | 2:03               |
| 17.                | «Broadway Girls» (з участю Morgan Wallen)  | Бенкс Морґан Воллен Александер Ізквіердо Ернест Сміт Ґрейді Блок Рокі Блок Раян Войтесак Джо Рівз | Charlie Handsome Reeves                                                 | 3:05               |
| 45:35              |                                            |                                                                                                   |                                                                         |                    |

| Бонус-трек перезавантаженого видання. Подальший порядок пісень є тотожним стандартному виданню | Бонус-трек перезавантаженого видання. Подальший порядок пісень є тотожним стандартному виданню | Бонус-трек перезавантаженого видання. Подальший порядок пісень є тотожним стандартному виданню | Бонус-трек перезавантаженого видання. Подальший порядок пісень є тотожним стандартному виданню | Бонус-трек перезавантаженого видання. Подальший порядок пісень є тотожним стандартному виданню |
| #                                                                                              | Назва                                                                                          | Автор                                                                                          | Продюсер(и)                                                                                    | Тривалість                                                                                     |
| ---------------------------------------------------------------------------------------------- | ---------------------------------------------------------------------------------------------- | ---------------------------------------------------------------------------------------------- | ---------------------------------------------------------------------------------------------- | ---------------------------------------------------------------------------------------------- |
| 1.                                                                                             | «Computer Murderers»                                                                           | Бенкс Тернер Марко Сервантес                                                                   | Touch of Trent TrillBans                                                                       | 2:20                                                                                           |
| 47:57                                                                                          |                                                                                                |                                                                                                |                                                                                                |                                                                                                |

| Бонус-треки делюкс-видання. Подальший порядок пісень є тотожним перезавантаженому виданню | Бонус-треки делюкс-видання. Подальший порядок пісень є тотожним перезавантаженому виданню | Бонус-треки делюкс-видання. Подальший порядок пісень є тотожним перезавантаженому виданню | Бонус-треки делюкс-видання. Подальший порядок пісень є тотожним перезавантаженому виданню | Бонус-треки делюкс-видання. Подальший порядок пісень є тотожним перезавантаженому виданню |
| #                                                                                         | Назва                                                                                     | Автор                                                                                     | Продюсер(и)                                                                               | Тривалість                                                                                |
| ----------------------------------------------------------------------------------------- | ----------------------------------------------------------------------------------------- | ----------------------------------------------------------------------------------------- | ----------------------------------------------------------------------------------------- | ----------------------------------------------------------------------------------------- |
| 1.                                                                                        | «So What»                                                                                 | Бенкс Теун Баугуїс Ґрейсон Серіо Менюел                                                   | Young T Grayson MatthewFM                                                                 | 2:57                                                                                      |
| 2.                                                                                        | «Huuuh»                                                                                   | Бенкс Георгій Шапкін Джон Балан Джастін Ґібсон                                            | Gxsha LowLowTurnThatUp Jusvibes                                                           | 2:54                                                                                      |
| 3.                                                                                        | «Hear It Back» (з участю Moneybagg Yo)                                                    | Бенкс Демаріо Вайт-мл. Бішоп Ґріннедж Кліфтон Болл Марк Ніколаєв                          | Beezo Louie Montana Marko Lenz                                                            | 2:14                                                                                      |
| 4.                                                                                        | «Selling Lashes»                                                                          | Бенкс Менюел                                                                              | MatthewFM                                                                                 | 2:21                                                                                      |
| 5.                                                                                        | «Burglars & Murderers» (з участю EST Gee)                                                 | Бенкс Джордж Стоун III Джексон                                                            | Chopsquad DJ                                                                              | 2:40                                                                                      |
| 6.                                                                                        | «Risky»                                                                                   | Бенкс Джексон                                                                             | Chopsquad DJ                                                                              | 3:38                                                                                      |
| 7.                                                                                        | «Did Shit to Me» (з участю Doodie Lo)                                                     | Бенкс Девіс Солсберрі STG Beats Джиммі Міч Ричмонд                                        | STG Beats Jimmy Meech DJ Bandz                                                            | 2:36                                                                                      |
| 8.                                                                                        | «Smurk Outta Here»                                                                        | Бенкс Фредерік Лапойнте Веслі Ґлесс                                                       | SirFredo Wheezy                                                                           | 2:21                                                                                      |
| 9.                                                                                        | «IYKYK» (з участю Ella Mai та A Boogie wit da Hoodie)                                     | Бенкс Елла Гавелл Артіст Дубоуз Тернер Вон Раян Гартлав Рашаад Ґрін                       | Touch of Trent Tahj Money Harto Beats Shaad K'Rounds                                      | 3:03                                                                                      |
| 10.                                                                                       | «Unhappy Father's Day»                                                                    | Бенкс Ґібсон Вільям Рамос Трешер Балан                                                    | Jusvibes Aye Peewee J Thrash on the Track LowLowTurnThatUp                                | 3:27                                                                                      |
| 11.                                                                                       | «Expedite This Letter»                                                                    | Бенкс Джон Каролас Дерріон Бантон Ґлесс                                                   | John Luther DB Wheezy                                                                     | 2:23                                                                                      |
| 12.                                                                                       | «Two Hours from Atlanta»                                                                  | Бенкс Джексон                                                                             | Chopsquad DJ                                                                              | 2:29                                                                                      |
| 13.                                                                                       | «Hearing Sirens»                                                                          | Бенкс Ремберт Трешер Рамос                                                                | Ayo Bleu J Thrash On The Track Aye Peewee                                                 | 2:29                                                                                      |
| 80:47                                                                                     |                                                                                           |                                                                                           |                                                                                           |                                                                                           |

Примітки
- ↑  позначає незазначеного співпродюсера

## Технічний персонал
- Джастін «Jusvibes» Ґібсон — звукорежисер, зведення, помічник звукорежисера
- Нік Райс — звукорежисер, зведення
- Джавон «SMV» Мандл — звукорежисер
- Рехан — звукорежисер
- Девід «Dos Dias» Бішоп — звукорежисер
- Джейсен Джошуа — зведення
- Денис Косяк — звукорежисер
- Кайден Райс — помічник звукорежисера

## Чартові позиції
| Чарт (2022)                                          | Найвища позиція |
| ---------------------------------------------------- | --------------- |
| Австралія Australian Albums (ARIA)                   | 79              |
| Бельгія Belgian Albums (Ultratop Flanders)           | 41              |
| Бельгія Belgian Albums (Ultratop Wallonia)           | 141             |
| Канада Canadian Albums (Billboard)                   | 2               |
| Нідерланди Dutch Albums (MegaCharts)                 | 14              |
| Франція French Albums (SNEP)                         | 136             |
| Ірландія Irish Albums (OCC)                          | 29              |
| Нова Зеландія New Zealand Albums (Recorded Music NZ) | 34              |
| Норвегія Norwegian Albums (VG-lista)                 | 18              |
| Швейцарія Swiss Albums (Schweizer Hitparade)         | 40              |
| Велика Британія UK Albums (OCC)                      | 6               |
| США Billboard 200                                    | 1               |
| США Top R&B/Hip-Hop Albums (Billboard)               | 1               |

| Чарт (2022)                           | Позиція |
| ------------------------------------- | ------- |
| US Billboard 200                      | 13      |
| US Top R&B/Hip-Hop Albums (Billboard) | 5       |

| Чарт (2023)                           | Позиція |
| ------------------------------------- | ------- |
| US Billboard 200                      | 63      |
| US Top R&B/Hip-Hop Albums (Billboard) | 28      |

## Сертифікації
| Регіон                                                      | Сертифікація | Продажі   |
| ----------------------------------------------------------- | ------------ | --------- |
| США (RIAA)                                                  | Платиновий   | 1 000 000 |
| продажі+прослуховування, що базуються лише на сертифікаціях |              |           |